# 倉持慶子
倉持 慶子（くらもち けいこ、9月18日 - ）は、日本の女性声優。埼玉県北本市出身、血液型：O型 、身長：145cm。 

## 出演作品

### ゲーム
- アクエリアンエイジ オルタナティブ

### ボイスドラマ
- B.G.W「ちいさな雪だるま」

### ラジオ
- ウェブラジオ「ボクとキミたちのヒッキーナイト」

### DVD
- DSE 「RAY」（エキストラ）
- DSE 第6弾作品「プリンセス・キャット」（エキストラ）